# 什麼什麼
〈什麼什麼〉（英語：Stand Up）是臺灣歌手蔡依林的歌曲。該歌曲由徐琦作詞、Hanif Hitmanic Sabzevari、Dennis DeKo Kordnejad、Pontus PJ Ljung及Daniel Kim作曲、孔令奇製作。該歌曲為電影《捉妖記2》主題曲，於2017年12月29日由華納音樂和凌時差音樂以單曲形式發行。

## 創作和錄製
該歌曲融合饒舌、嘻哈和電音元素，屬於陷阱音樂，節奏快速。孔令奇表示這是首次和蔡依林合作，收到Demo後，他聽出旋律中可加入電子及嘻哈元素的可能，並將歌曲重新改編為歡快的陷阱曲風，希望蔡依林嘗試較具速度感的Flow。錄製過程中，孔令奇持續引導蔡依林演繹饒舌唸唱的口氣。歌曲母帶後期製作在美國完成，蔡依林聽後表示滿意，孔令奇亦感到開心與榮幸。

## 音樂影片
2017年12月30日，蔡依林發布該歌曲的MV，由陳奕仁執導。MV中蔡依林飾演忙碌上班族，於公司會議中打瞌睡進入夢境，夢中同事皆變為電影《捉妖記》中的妖怪，呈現魔幻童趣風格。蔡依林和妖怪一同舞蹈，舞蹈老師特別設計適合妖怪伸展肢體的動作，該舞蹈為蔡依林職業生涯中學得最快的一支。

## 現場表演
2017年12月30日，蔡依林參加浙江衛視舉辦的「領跑2018演唱會」，並表演〈什麼什麼〉。2018年1月18日，她出席新浪微博舉辦的「2017微博之夜」，亦演唱該歌曲。同年2月14日，蔡依林參加浙江衛視舉辦的「2018中國藍燃情賀歲夜」，表演〈什麼什麼〉。

## 發行歷史
| 地區 | 日期           | 格式                       | 經銷商     |
| ---- | -------------- | -------------------------- | ---------- |
| 全球 | 2017年12月29日 | 數位下載 串流媒體 電台播放 | 凌時差音樂 |